# 民族ハッピー組
民族ハッピー組（みんぞくはっぴーぐみ）は、日本の女性アイドルグループである。ハップレコーズ合同会社に所属する。2015年2月に演歌女子ルピナス組として結成し、2019年8月に「民族ハッピー組」に改名した。民族ハッピー組と姉妹グループのEGR{えぐる}を合わせて、「EGプロジェクト」という。2023年9月30日ライブを最後に消滅した。

## 名前の由来
主にSHOWROOMやツイキャスで演歌女子ルピナス組の妹分として活動していた「民謡女子ハピネス組」のツイキャスアカウントが、乗っ取られてアカウント名を「民謡女子ハピネス組」から「民族ハッピー組」へ変更されていた。このグループ名を気に入った当時のプロデューサーが商標登録があるか確認したところまだ未登録だったため、いつかこのグループ名で活動したいと思い、即日、商標登録の届け出を行った。
演歌女子ルピナス組として一定の成果を上げた事と、グループとしてさらなる高みを目指すため、グループの路線変更を行う事となった。
メジャーデビューをしていた事などの事情もあり、改名を余儀なくされた際に、「民族ハッピー組」が誕生した。

## 来歴
2015年
2月1日、香村実咲、永井杏樹、長谷川美海、遠矢るい、三波蓮の5名で「演歌女子ルピナス組」として活動開始。
2月6日、調布FMにて、ラジオ番組『演歌女子ルピナス組!!』放送開始（「民族ハッピー組のハッピーのおすそ分け」にリニューアルされ2021年11月現在も放送中）。
3月1日、石川さゆりの「津軽海峡・冬景色」をカバー。YouTubeで配信した。
4月1日、公式LINE＠ファンクラブ開設。
5月3日、名古屋・The Bottom Lineにて、プレデビューライブを行う。
5月23日、仮面女子と対バンライブ（デビューライブ）。
7月20日、益田えみ、DJ愛梨（一ノ瀬愛梨）が加入。
8月7日、『音霊 OTODAMA SEA STUDIO 2015』に出演。
9月15日、7月より病気療養していた、長谷川美海が脱退。
9月17日 - 18日、韓国光州広域市で行われた『Gwangju ACE Fair2015』で初の展示会参加。

2016年
1月1日、結城栞里が加入。
2月1日、活動1週年記念ワンマンライブを開催。結城栞里がお披露目された。
6月21日、大仁田厚が率いるプロレス団体「FMW」の公式テーマソング「ファイアー音頭」を発売。

2017年
2月11日、活動2週年記念ワンマンライブをニコファーレで開催。本ライブをもって、香村実咲と益田えみが卒業。
2月12日、姉妹ユニット「民謡女子ハピネス組」から、小泉里紗と黒瀬穂乃実が加入。その後、3月3日に民謡女子ハピネス組は解散。
4月13日、樋田優花が加入。
9月2日、インドネシアのAprilio KingdomレコードからCD「FAITH」を発売し、インドネシアメジャーデビュー。
9月25日、遠矢るい・永井杏樹・小泉里紗の3名で、派生ユニット「HatiHatiTechno」を結成。
10月1日、樋田優花が鬼瓦トイ子に改名する。

2018年
2月14日、日本コロムビアから、シングル「コシヒカリ音頭」を発売しメジャーデビュー。
8月14日、8月初旬から病気療養していた、黒瀬穂乃実が卒業・引退。
9月、千代絢子が加入。
10月、四方桃子が加入。
10月2日、仮面女子との対バンライブで馬渕恭子お披露目
10月9日、4月から病気療養していた、結城栞里が卒業。
10月末、京都のライブで、望月琉叶がお披露目

2019年
2月11日、大阪・ESAKA MUSEで『演歌女子ルピナス組4周年記念ワンマンライブ 〜4年も応援してくれてありがとう〜』を開催。
6月1日、一ノ瀬愛梨が卒業。
6月2日、椎原えみ、柏木結梨が加入。
7月6日、卯内里奈が加入。
8月4日、演歌女子ルピナス組から「民族ハッピー組」に改名。
11月27日、柏木結梨が脱退。
2020年
2月24日、三波蓮が卒業。
3月15日、四方桃子が卒業。卯内里奈が事務所退社を発表(ソロ及び「Rinana」としての活動は継続)。
3月16日、EGR{えぐる}のメンバーとして仙石翼、水元ありかの加入を発表。
9月16日、仙石翼が民族ハッピー組への加入を発表。EGR{えぐる}との兼任となる。
10月5日、鬼瓦トイ子が卒業を発表。年内で民族ハッピー組を卒業。最終活動日の3月7日卒業LIVEまではEGR{えぐる}として活動すると発表。

2021年
1月、かねてより卒業が発表されていた鬼瓦トイ子から水色を引き継ぐ形で水元ありかが民族ハッピー組に加入。
3月、櫻野いづ奈が加入を発表、イエロー担当に任命された。
3月7日、鬼瓦トイ子が卒業。この日でえぐる{EGR}は活動終了。
4月23日、仙石モニカが体調不良による活動休止を発表、復帰時期は未定。
5月11日、メンバー全員のTwitterアカウントが凍結される。馬渕恭子と水元ありか以外のメンバーは27日解除。永久凍結となった馬渕は馬渕強固として新アカウントを始動。
6月20日現在、水元ありかはTwitter活動無し。
6月23日、仙石モニカが7月(日にちは未定)卒業、水元ありかが7月から2ヶ月の休養に入る事がツイキャスにて発表される。
6月24日、千代絢子のグループ卒業も発表。今後も事務所には所属して声優活動は続けていく模様。
6月30日、櫻野いづ奈が脱退。
7月2日、この日放送の「ハッピー向上委員会」で7月卒業メンバーの卒業日が13日開催のオンラインライブと発表された。
7月12日、ツイキャスにて新メンバー加入が発表された、初ライブは18日になる模様。
7月13日、この日東京で行われたライブをもって千代絢子、仙石モニカ両名が卒業。
7月15日、ツイキャスにて新メンバー鐡うのがお披露目がされた、担当カラーはライトパープル。

2022年
4月18日、仮名「へのへのもへ子」が新メンバーとして加入を発表した、覆面は5月15日に取る予定。
4月26日、水元ありかがツイキャスにて2023年3月で民族ハッピー組を卒業すると発表。
5月15日、新メンバー・「へのへのもへ子」改め雛多かぐやがお披露目。
12月9日、雛多かぐや脱退。
12月10日、三峯陽羽が1月より民族ハッピー組とEGRを兼任すると発表。
12月17日、HADOアイドルウォーズ・ナデシコCUPに4度目の出場にて悲願の初優勝。
12月31日、望月琉叶が民族ハッピー組を卒業し独立。

2023年
1月1日、三峯陽羽が民族ハッピー組加入。
1月11日、DJCanが２月より民族ハッピー組とEGRを兼任すると発表。
2月4日、DJCanが民族ハッピー組加入。
2月26日、三峯陽羽が青山陽羽に改名。
3月26日、水元ありか卒業。
5月1日、9月末での“消滅”及び10月1日の卒業ライブをもって小泉里紗、遠矢るい両名のアイドル卒業を発表。
9月30日、ラストライブを開催し消滅。

小泉里紗は芸能活動を卒業し10月から北九州下関フェニックスの球団職員となる。
遠矢るいは今後VTuberになる予定。また「テクノ商店ドットコム」に期間限定で助っ人参加。
DJ Canは喜屋武なぎさに改名し「テクノ商店ドットコム」メンバーとして活動。
他のメンバーは兼任中の「milk&honey」へ移る。

## メンバー

### 民族ハッピー組（最終メンバー）
| 名前                     | 愛称                             | 誕生日   | 出身地   | カラー         | キャッチフレーズ                       |
| ------------------------ | -------------------------------- | -------- | -------- | -------------- | -------------------------------------- |
| 遠矢るい とおや るい     | るいるい、るいす、るいちゅ       | 9月24日  | 茨城県   | 青             | 民族ハッピー組のアイドル担当           |
| 永井杏樹 ながい あんじゅ | 杏ジェル、杏にゃん               | 9月14日  | 神奈川県 | 赤             | 民族ハッピー組の天使                   |
| 小泉里紗 こいずみ りさ   | ずーみん、ずみちゃん、りさちゃん | 12月28日 | 愛知県   | オレンジ       | スポーツお姉さん、みんなのママ         |
| 馬渕恭子 まぶち きょうこ | きょんきょん、きょんちゃん       | 4月14日  | 東京都   | 緑             | やる気・元気・まぶち！                 |
| 椎原えみ しいはら えみ   | えみち                           | 7月18日  | 大分県   | 紫             | 民族ハッピー組のスマイル担当           |
| 鐵うの くろがね うの     | うのちゃん                       | 8月12日  | 鹿児島県 | ライトパープル | 奄美大島の広瀬すず、奄美大島の大西流星 |
| 青山陽羽 あおやま ひわ   | ひわちゃん                       | 5月03日  | 京都府   | 黒             | 天使の歌声を持つ陽羽                   |
| DJCan でぃじぇー きゃん  | きゃんちゃん きゃん様            | 8月19日  | 奈良県   | 茶色           | 3度の飯より酒飲みたい！                |

### 旧メンバー
| 名前                         | 誕生日   | 加入           | 卒業・脱退     | カラー         | 特記事項                                                     |
| ---------------------------- | -------- | -------------- | -------------- | -------------- | ------------------------------------------------------------ |
| 長谷川美海 はせがわ みゆ     | 8月24日  | 結成時         | 2015年9月16日  | 紫             |                                                              |
| 香村実咲 こうむら みさき     | 10月29日 | 結成時         | 2017年2月11日  | ピンク         | 舞台を中心に女優として活動                                   |
| 益田えみ ますだ えみ         | 1月21日  | 2015年7月20日  | 2017年2月11日  | 緑             |                                                              |
| 黒瀬穂乃実 くろせ ほのみ     | 11月28日 | 2017年2月12日  | 2018年8月14日  | ライトグリーン |                                                              |
| 結城栞里 ゆうき しおり       | 6月24日  | 2016年1月1日   | 2018年10月9日  | 紫             | 宮野すず名義を経て現在は栞里に改名しフリーのモデルとして活動 |
| 一ノ瀬愛梨 いちのせ あいり   | 3月3日   | 2015年7月20日  | 2019年6月1日   | シルバー       |                                                              |
| 柏木結梨 かしわぎ ゆうり     | 6月3日   | 2019年6月2日   | 2019年11月27日 | 白色           | 小悪魔系女子                                                 |
| 三波蓮 みなみ れん           | 10月29日 | 結成時         | 2020年2月24日  | 黒             |                                                              |
| 四方桃子 しかた ももこ       | 1月3日   | 2018年10月20日 | 2020年3月15日  | 緑             | 再結成されたCUPIDOLIC(クピドリック)のリーダーとして活動      |
| 卯内里奈 うない りな         | 5月12日  | 2019年7月6日   | 2020年3月15日  | 黒             |                                                              |
| 鬼瓦トイ子 おにがわら といこ | 9月3日   | 2017年4月13日  | 2021年3月7日   | 水色           |                                                              |
| 櫻野いづ奈 さくらの いづな   | 11月8日  | 2021年3月1日   | 2021年6月30日  | イエロー       | 声優事務所・アストラルブレイズ所属。2021年10月に引退した。   |
| 仙石モニカ せんごく もにか   | 3月20日  | 2020年3月16日  | 2021年7月13日  | 黒             | 名前を改名し別グループでアイドル活動中                       |
| 千代絢子 ちしろ あやこ       | 9月18日  | 2018年9月9日   | 2021年7月13日  | 茶色           |                                                              |
| 雛多かぐや ひなた かぐや     | 3月3日   | 2022年5月15日  | 2022年12月9日  | 黒             |                                                              |
| 望月琉叶 もちづき るか       | 7月15日  | 2018年10月     | 2022年12月31日 | ピンク         | 『第63回日本レコード大賞』新人賞受賞 演歌1本で活動           |
| 水元ありか みずもと ありか   | 12月5日  | 2020年3月16日  | 2023年3月26日  | 水色           |                                                              |

### 運営
| 名前                      | 愛称                    | 出身地                                                  | 主な役割                                                                        | 特記事項                                                                          |
| ------------------------- | ----------------------- | ------------------------------------------------------- | ------------------------------------------------------------------------------- | --------------------------------------------------------------------------------- |
| 大石一尋 おおいしかずひろ | おっぴ、約束おじ        | 京都府                                                  | 代表取締役社長・プロデューサー・作曲・ 運転手・ご飯おごりおじさん・クリアボイス | 大阪音楽大学中退後、ACCADEMIA MUSICALE PESCARESE留学 /プロデューサー              |
| 小林倫子 こばやしともこ   | パイセン                | 千葉県                                                  | スタッフ・マネージャー 作詞・HP作成・MV作成                                     | ベトナムで強制送還された経験あり、尻の穴から小石を出せる 歩く18禁                 |
| 西尾美香 にしおみか       | 西尾さん                | 大阪府                                                  | スタッフ・マネージャー                                                          | ウェイパーとリュークの顔真似は本人以上 2022年5月2日にハップレコーズ合同会社を退社 |
| 梅田宏幸 Hiro Umeda       | Hiroさん 梅田さん       | 生まれは名古屋 バンコク(5年) 現在ジャカルタ在住 (6年目) | アジア総括営業部長(主にインドネシア•タイ)                                       | イベント(ジャカルタ•バンコク)の営業を取るのが上手い 空気が読めない                |
| かやや                    | 三重のぽにょ かややさん | 三重出身                                                | マネージャー 可愛さで現場をなごませる                                           | オタサーの姫、元ファン だんだんパイセン化している                                 |

## 作品
順位はオリコンの週間ランキング最高位。

### シングル
演歌女子ルピナス組
1. ファイアー音頭（2016年06月21日、ERCM-0002、110位）
2. コシヒカリ音頭（2018年02月14日、COCA-17420、70位） - 雪割草、林家こん平のカバー

民族ハッピー組
1. エゴイスト（2019年12月4日、MFIR-3）
2. 試験管ライフケミストリー (2021年2月17日、COCA-17856、40位)
3. 天王寺ラバーガール (2021年12月22日、COCA-17946)

### アルバム
演歌女子ルピナス組
1. やっとでた（2016年3月1日、ERCM-0001）

民族ハッピー組
1. Happy In The Dark (2020年9月16日、MFIR-0006)

## 出演

### ラジオ
- 演歌女子ルピナス組!! → 民族ハッピー組のハッピーのおすそ分け → EGプロジェクトラジオ → M&Mラジオ → Aicongのアイコンタクト（2015年2月6日 - 、調布FM） - 初の冠ラジオ番組。ファンの出資で制作されており、上位出資者は番組スポンサーとしてエンディングでハンドルネームを読み上げてもらえる。2023年6月からは新グループ「Aicong」が参加
- 民族ハッピー組のハッピー向上委員会（2020年4月3日 - 2022年4月1日、毎月第1・第3金曜日23:30～24：30　ラジオNIKKEI　アイドルジェネレーションと1週毎に交代　5週目のある月は翌月1週目と連続）
- 民族ハッピー組のHappy Life With You（2022年4月5日 - 2023年3月31日、FM富士）

### ウェブテレビ
- 矢口真里の火曜The NIGHT（2020年9月30日[11]、2021年8月18日、2022年5月11日、ABEMA）2022年5月は馬渕のみ。

### 映画
- 不倫ウイルス（2022年10月28日、無限の猿定理、Cinemago）馬渕のみ[12] - ヒロイン・小石蓮 役

### CM
- モンスターストライク（モンスト）TV CM ピットクルー篇 2周目 - 香村実咲のみ出演

### ASMR
- 桜木学園癒やし部～2年B組・桐岡美雨編。炭酸シュワシュワマッサージ～（2020年2月15日発売、桐岡美雨 役） - 千代絢子のみ出演
- 桜木学園癒やし部～1年C組・黒木若菜編。どろどろスライムマッサージ～（2020年2月20日発売、黒木若菜 役） - 遠矢るいのみ出演
- 桜木学園癒やし部～3年A組・逢坂里奈。髪のお手入れ編～（2020年3月1日発売、逢坂里奈 役） - 馬渕恭子のみ出演

### その他
- 第一回 地下アイドルLIVE ～「アイドル×怪談」戦慄のホラー生放送～（2015年8月16日、ニコファーレ）
- 展示会「Gwangju ACE Fair2015」出店（2015年9月17日 - 18日、韓国/光州広域市）
- 展示会「アニ玉祭」出店（2015年10月17日、大宮ソニックシティ）
- 平成歌謡塾2（2018年3月8日、BSトゥエルビ）
- IDOL♡アカデミー（2018年11月21日、スカパー!オンデマンド）